# Nittenmossen (Dalarnas län)
Nittenmossen är ett naturreservat i Ludvika kommun i Dalarnas län. Området har denna del i Dalarnas län och en del i Örebro län Nittenmossen (Örebro län)
Detta område är naturskyddat sedan 2011 och är 71 hektar stort. Reservatet består av tre högmossar och två sjöar, Hedtjärnen och Mosstjärn och en bäck dememellan.